# ریوویتس فابرچنه
ریوویتس فابرچنه (به لهستانی:  Rejowiec Fabryczny) یک منطقهٔ مسکونی در لهستان است که در شهرستان خوم واقع شده‌است. ریوویتس فابرچنه ۱۴٫۲۸ کیلومتر مربع مساحت و ۴٬۴۱۹ نفر جمعیت دارد.